# Brisinga endecacnemos
Espèce
Brisinga endecacnemos est une espèce d'étoiles de mer qui vit dans les eaux profondes au large de la Norvège, dans le fossé de Rockall au large de l'Irlande, dans la région du Cap-Vert au Portugal et dans la dorsale médio-Atlantique.
L'espèce est décrite comme étant d'un rouge brillant, avec un corps mesurant entre 2,8 cm à 3,0 cm, avec 9 à 12 membres, généralement de plus de 33 cm. Lors de sa découverte, elle a été considérée être le lien évolutif entre la classe des Ophiuroidea (Ophiures) et celle des Asteroidea (Astéries ou étoiles de mer),,.